# 베흐제트 파촐리

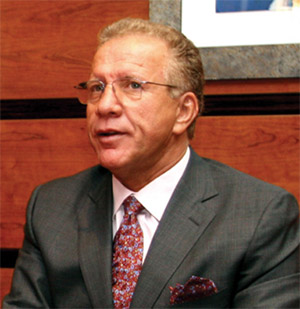

베흐제트 이사 파촐리(알바니아어: Behgjet Isa Pacolli, 1951년 8월 30일 ~ )는 코소보의 사업가, 정치인으로 2017년부터 2019년까지 라무시 하라디나이 내각의 제1부총리 겸 외무장관을 지냈다. 전직 대통령이기도 한 그는 2011년부터 2014년까지 제1부총리직을 지냈다. 2008년 코소보 독립 선언의 서명인 중 하나였다.
그는 스위스에 본부를 두고 있는 건설·토목공사 회사의 주주이며, 신코소보동맹의 대표이기도 하다. 현재 전 세계에서 가장 부유한 알바니아계 인물로 간주되고 있다.
젊은 시절 오스트리아와 독일 회사들을 거쳐 근무했으며, 제대 후 오스트리아 회사에 입사해 구유고슬라비아, 불가리아, 폴란드, 러시아 판매원으로 활동했다. 2년 후 스위스로 이주해 모스크바에서 알게 된 스위스 회사에 입사했다.